# Актам (древний город)
Актам — средневековый город в древней дельте реки Или. Ныне представляет собой городище, объект туризма и археологических исследований на территории Алматинской области республики Казахстан. Сохранились остатки крепости, построенной из самана в X—XII в. н. э., которая была разрушена в ходе нашествий монголоидных кочевников в XIII веке.

## История возникновения городища
Первые описания о существовании развалин древних городов на южном берегу озера Балхаш относятся к концу XIX века. В 1884 г. в Записках Западно-Сибирского отдела Русского географического общества опубликована статья полковника В. А. Фишера, посвященная судоходству на реке Или. В этой статье автор пишет о развалинах селений и остатках ирригационных сооружений, которые можно было наблюдать вдоль высохших баканасов. В 1960-е годы под руководством К. А. Акишева, К. М. Байпаков и Л. Б. Ерзаковича проводились археологические раскопки на территории городища. Городище Актам датируется приблизительно в X—XII вв.
По останкам глиняной посуды можно датировать их возникновение X веком, а сама древняя жизнь городища прекратилась в начале ХIII столетия. По своему географическому местоположению городище Актам входил в совокупность укрепленных поселений на пути средневековых караванных путей. Из городища Талхиз по северу шла дорога вдоль реки Талгар до переправы на реке Или, которая располагалась в районе Капчагайского водохранилища.
Городище расположено на берегу пересохшего рукава Ортабаканас, на территории пустыни Сарыесик-Атырау, в 120 км к северу от села Баканас. Холм крепости имеет размеры 180×170 метров, в углах, между круглыми башнями, расположены ворота высотой 2 метра. У стен до сих пор можно обнаружить осколки керамики. Городище на картах практически не встречается.
Актам изучался несколькими археологическими экспедициями:
- 1961 год — Семиреченская археологическая экспедиция (руководитель К. А. Акишев);
- 1964 год — Семиреченская археологическая экспедиция (К. А. Акишев, К. М. Байпаков);
- 1997 год — Туркестанская комплексная археологическая экспедиция (К. М. Байпаков).